# Parti social-démocrate (République centrafricaine)
Pour les articles homonymes, voir Parti social-démocrate.
Le Parti social-démocrate (PSD) est un parti politique de la République centrafricaine reconnu depuis le 4 octobre 1991 par le service des affaires politiques. 

## Résultats électoraux

### Élections présidentielles
| Année     | Candidat            | 1er tour | 1er tour | 1er tour | 2d tour | 2d tour | 2d tour |
| Année     | Candidat            | Voix     | %        | Rang     | Voix    | %       | Rang    |
| --------- | ------------------- | -------- | -------- | -------- | ------- | ------- | ------- |
| 1993      | Énoch Dérant-Lakoué | 19 368   | 2,44     | 5e       | —       | —       | —       |
| 1999      | Énoch Dérant-Lakoué | 13 344   | 1,33     | 7e       | —       | —       | —       |
| 2005      | Pas de candidat     | —        | —        | —        | —       | —       | —       |
| 2011      | Pas de candidat     | —        | —        | —        | —       | —       | —       |
| 2015-2016 | Pas de candidat     | —        | —        | —        | —       | —       | —       |

### Élections législatives
| Année     | Sièges  | Gouvernement            |
| --------- | ------- | ----------------------- |
| 1993      | 3 / 85  |                         |
| 1998      | 0 / 109 |                         |
| 2005      | 4 / 105 | Opposition              |
| 2011      | 1 / 105 | Soutien au gouvernement |
| 2015-2016 | 0 / 140 |                         |

## Personnalités et dirigeants
- Énoch Dérant-Lakoué, ancien Premier ministre est le président-fondateur du PSD.